# Тойсі (Цівільський район)
То́йсі (рос. Тойси, чув. Çирĕккасси Туçа) — село у складі Цівільського району Чувашії, Росія. Входить до складу Чирічкасинського сільського поселення.
Населення — 127 осіб (2010; 134 у 2002).
Національний склад:
- чуваші — 99 %